# 丸建自動車
丸建自動車株式会社（まるけんじどうしゃ）は、かつて存在した日本のバス事業者。埼玉県上尾市二ツ宮に本社を置いていた。2020年に経営破綻、翌2021年に法人格が消滅した。新型コロナウイルス感染症の影響による乗合バス事業者の経営破綻は、日本国内で初となる。

## 概要

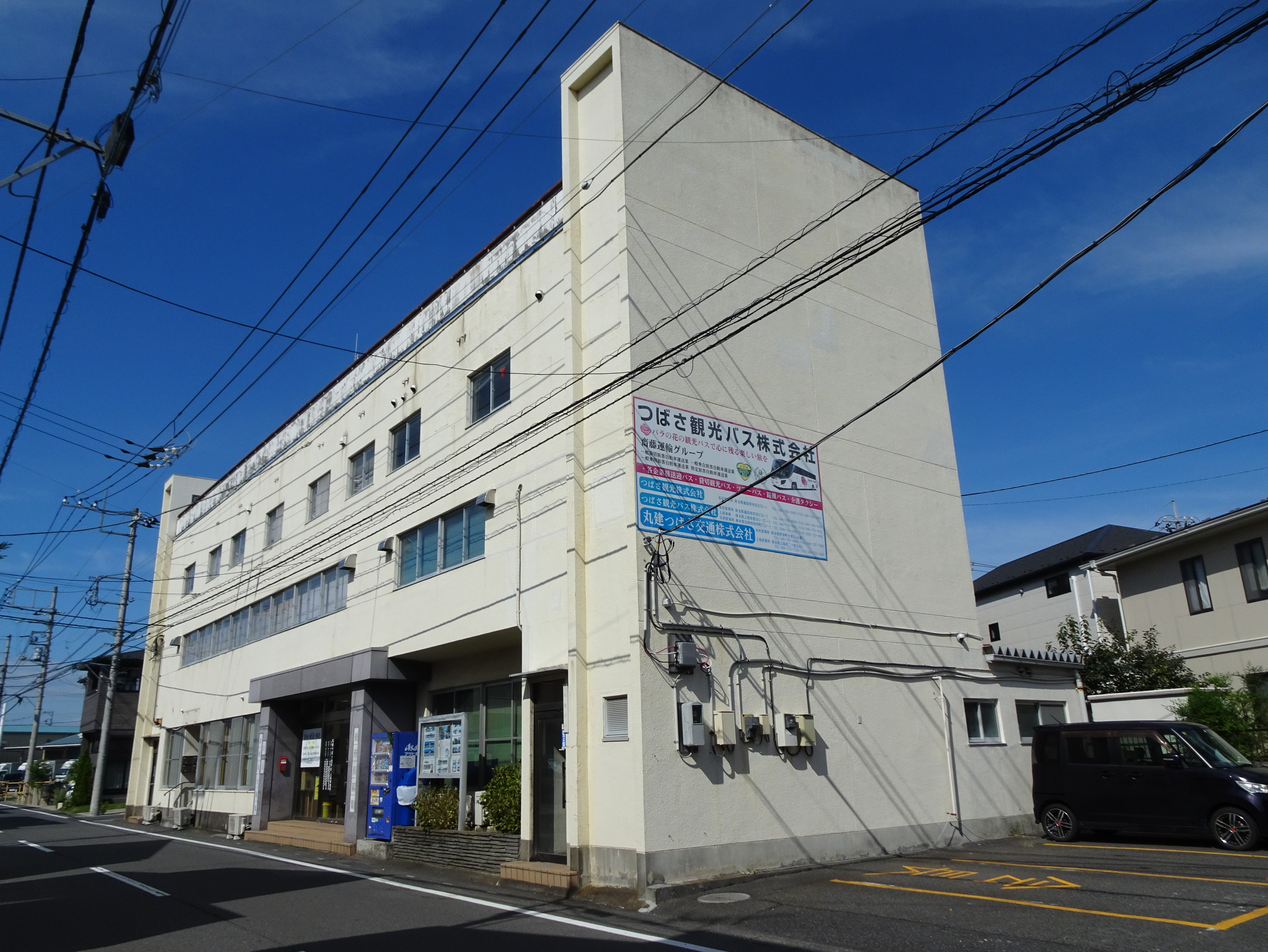
本社営業所（現：丸建つばさ交通上尾営業所）

1988年5月に設立。上尾市とその周辺にある企業・学校等の送迎バスや貸切バスの運行を中心としていた。主に市の委託を受けた運行で、委託契約は1年更新であった。
2001年3月に上尾市内循環バス「ぐるっとくん」の一部を運行受託し、2003年8月18日にJR高崎線上尾駅を発着とする自社運行の乗合バス「けんちゃんバス」の運行を開始した。路線範囲は埼玉県の上尾市、蓮田市、北足立郡伊奈町、北本市、さいたま市の4市1町（ほかに桶川市域一部）に及んでいた。
- 本社所在地：埼玉県上尾市二ツ宮1069
  - 上尾駅東口より、けんちゃんバス「上尾市文化センター前」下車

- 事業内容 
  - 貸切バス事業
  - 特定バス事業
  - 乗合バス事業 - 詳細は「けんちゃんバス」を参照
  - 旅行業「丸建トラベルサービス」- 2007年9月末で旅行業廃止

### 倒産と事業譲渡
近年は年3億円前後の売上高があったが、車両への投資負担などによる借入金が超過し、2009年10月には社会保険事務所から差押登記が設定されるなど資金繰りが逼迫。経費削減などを行っていたが、新型コロナウイルス感染症の拡大によるバス需要の減少によって限界を迎え、2020年5月19日にさいたま地方裁判所へ民事再生法の適用を申請し、同日付で監督命令を受けた。負債総額は約5億円。
路線バスについては運行を継続しつつ、新たなスポンサーを募り事業再建を目指したいとしていたが、スポンサー候補との交渉が民事再生法上必要とされる清算価値を満たす譲渡価格での譲渡契約に至らなかったことから、2020年10月30日に民事再生手続廃止決定並びに保全管理命令を受けた。
丸建自動車は2020年12月10日に、スポンサー企業が設立した丸建つばさ交通株式会社へ全事業を譲渡する契約を締結したと同時に、関東運輸局に対して各事業の譲渡譲受にかかる認可申請を行った。丸建自動車によるバス運行は保全管理人の下で運行していたが、丸建つばさ交通は2021年2月12日に関東運輸局から事業譲受認可が下り、事業や公式サイトは同年2月16日付で丸建つばさ交通へ譲渡された。
丸建自動車は、事業譲渡の9日後である2021年2月25日に、さいたま地方裁判所から破産手続開始決定を受けた。そして同年10月29日に法人格が消滅した。

## 運行していた路線

### 一般路線
路線・運賃等の詳細は「けんちゃんバス」を参照。
上尾駅東口 － 蓮田駅西口線
- 上尾駅東口 - 新がんセンター - 丸山駅 - 蓮田駅西口
2017年4月時点で、上尾駅東口 - 新がんセンターの間については1往復のみの運行となっている。また、土休日は全区間運休となる。
- 上尾駅東口 - 日本薬科大学前 - 志久駅 - 蓮田駅西口
- 丸建車庫前 - 日本薬科大学前 - 志久駅 - 蓮田駅西口

蓮田駅西口 － 県民活動センター線
- 蓮田駅西口 - 伊奈学園 - 県民活動センター

桶川駅東口 － 伊奈学園線
- 桶川駅東口 - 内宿駅 - 県民活動センター - 伊奈学園（2017年4月17日運行開始）

北本駅東口循環線
- 北本駅東口 - グリコ工場前 - 二ツ家 - 北本駅東口

東間・深井循環線
- 北本駅東口 - 宮内2丁目 - 東間4丁目 - 北本駅東口

南団地・二ツ家線
- 北本駅西口 - 南団地 - 二ツ家 - 北本駅東口

大宮駅西口循環線
- 大宮駅西口 → 大成3丁目 → 日進町1丁目 → 大宮駅西口
- 大宮駅西口 → 与野本町西5丁目 → 三橋3丁目 → 大宮駅西口

上尾駅東口 － 武道館（さいたま水上公園）
【臨時】上尾駅東口 － 上尾市民球場
- イベント開催時のみ運行

### 上尾市循環バス「ぐるっとくん」
原市平塚循環
- 上尾駅東口 - 沼南駅 - 原市駅 - 水上公園入口 - 上尾駅東口

## 車両

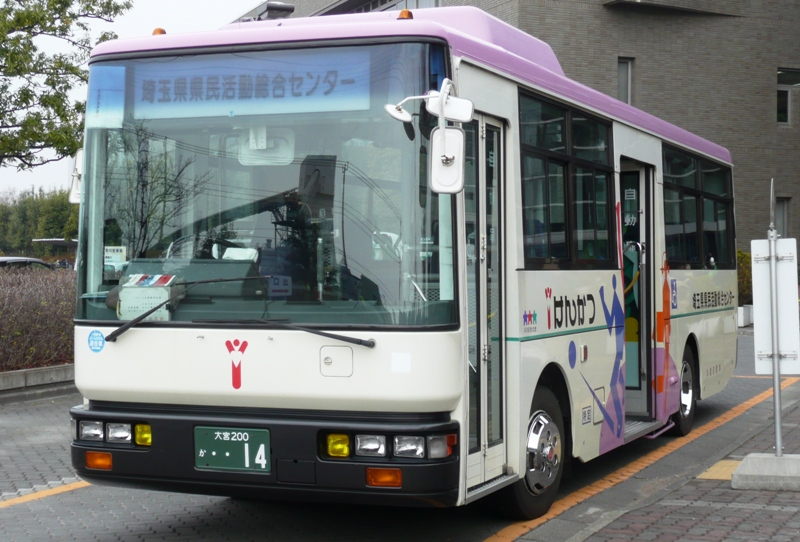
丸建自動車の特定車
日産ディーゼル・スペースランナーRM

日産ディーゼル、三菱ふそう、日野自動車、いすゞ自動車の車両を使用していた。他に、日野自動車製の大型観光バス1台が在籍していたが売却。その後、同社製の中型観光バス（正席33席）1台を導入した。
送迎用の全ての車両は低床バスやバリアフリー対応車両であった。
事業譲渡に伴い、在籍車両62台が丸建つばさ交通へ譲渡された。
日産ディーゼル
- 日産ディーゼル・スペースランナーRM（PB-RM360GAN、ノンステップバス、西日本車体工業）

三菱ふそう
- 三菱ふそう・エアロミディME（PA-ME17DF、ノンステップバス、三菱ふそうバス製造）

いすゞ自動車
- いすゞ・エルガミオ（SKG-LR290J1、ノンステップバス、ジェイ・バス）

日野自動車
- 日野・リエッセ（KK-RX4JFEA、ステップリフトバス）
- 日野・ポンチョ（BDG-HX6JLAE、ノンステップバス）- 大宮200か28-40はADG-HX6JLAE、2007年5月製造

## 備考
2007年3月、上尾市より委託されていた一部の送迎バス運行契約の破棄（1年契約を更新しない旨）の通告を受けた。後日この件に関して、当時の新井弘治市長に対し脅迫で告訴した。上尾市は、更新中止は経費削減のためで（年間1,000万円の節減）、車両・運転手両方の委託を止め、車両は運輸会社、運転手はシルバー人材センターからの派遣とする分離方式をとるとしていた。なお、契約更新中止は送迎バスの一部であり、学園などへの送迎バスや「ぐるっとくん」の運行委託は継続していた。この件は『朝日新聞』夕刊に掲載されたが、丸建自動車側の主張をそのまま取り上げたものであった。